# PP+Cs
PP+Cs és el nom de la coalició electoral entre el Partit Popular del País Basc i Ciutadans. Es va formar el 21 de febrer de 2020 per poder concórrer a les eleccions al Parlament Basc de 2020. La coalició té com a referent Navarra Suma, una coalició entre el Partit Popular de Navarra, Ciutadans i Unió del Poble Navarrès.
La coalició va rebre 60.650 vots, 68.000 menys que les dues formacions per separat en les eleccions anteriors, obtenint sis diputats (3 per Àlaba, dos per Biscaia i un per Guipúscoa, tres diputats menys que en 2016. Quatre diputats son del PP (dos per Àlava, un per Biscaia i un per Guipúscoa i dos son de Ciutadans (un per Àlava i un per Biscaia).